# Большая мечеть 1 ноября 1954
Мечеть 1 ноября 1954 года считается самой большой мечетью в Алжире и второй в Африке. Она находится в центре города Батна.

## Местоположение и общий вид
Расположена к юго-западу от центра города Батны, в районе Ан-Наср, что означает «район победы». Вход в мечеть c юго-восточной стороны совершается со стороны проспекта Национальной народной армии (фр. Avenue de l’A.N.P.), также известного как дорога Бискры (фр. Route de Biskra). На востоке от мечети находится сад 1 ноября, а на северо-западе расположены aллеи Менасрия, с западной стороны есть парковка мечети (до 700 автомобилей).

## История

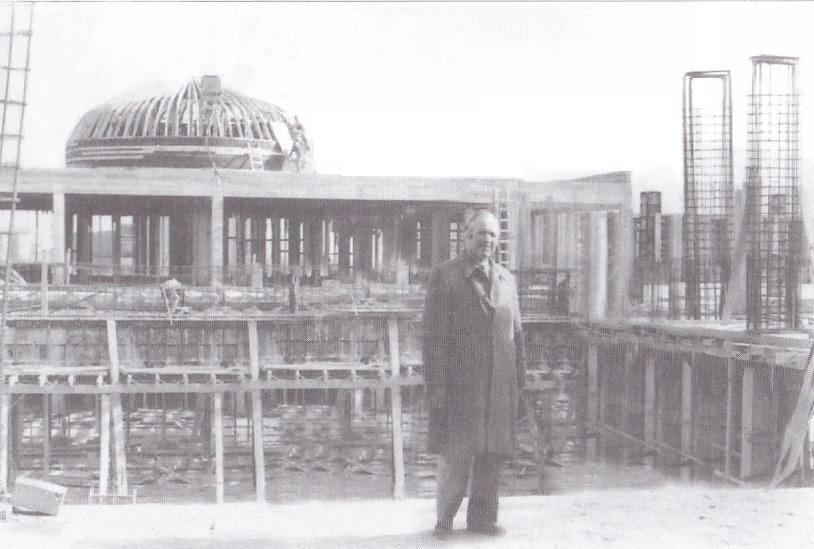
Зади Хаджа Лахдара, стройка мечети.

Идея строительства большой мечети в Батне возникла 3 июля 1980 года, стройка началась в 1982 году. Инициаторами проекта были полковник Мохамед Тахар Абиди (Хадж Лахдар) и другие жители города. Мечеть площадью 42 200 м² построена на земле, где до независимости Алжира был военный аэродром французской армии. В 2003 году мечеть была открыта президентом Абдель Азизом Бутефликой.

## Архитектура

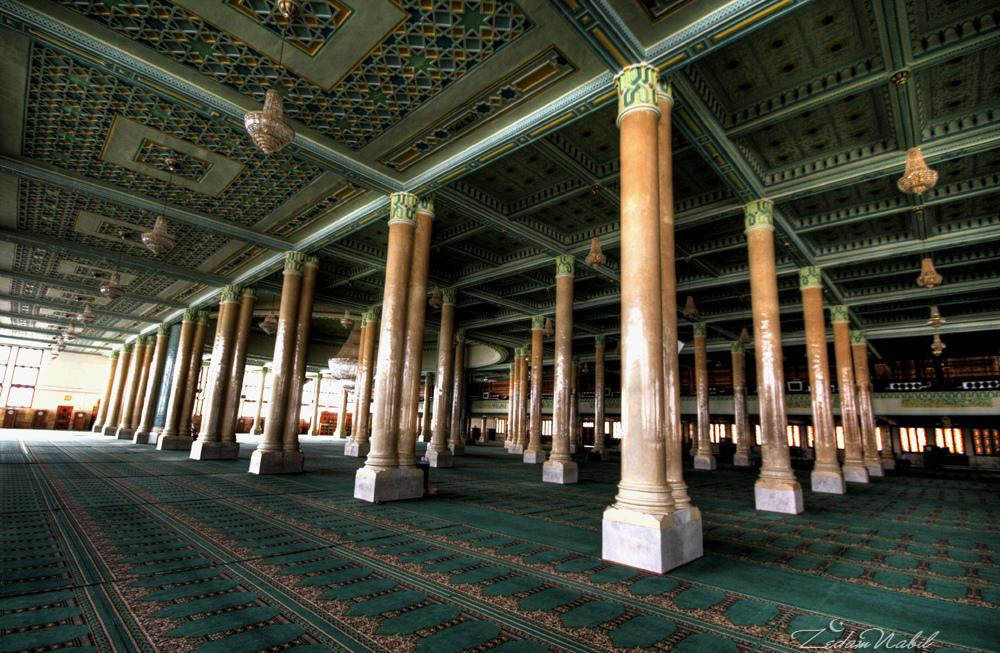
Колонны

Архитектура мечети вдохновлена исламскими фресками, но отличается уникальным региональным стилем, свойственным народности шауйя.

### Минарет
Мечеть имеет два минарета, высота которых достигает 56 метров, а её интерьер украшен арабесками и аятами из Корана.

### Молитвенные комнаты
Мечеть имеет две молельных комнаты, одна для женщин и одна для мужчин. Молитвенный зал для мужчин находится в центре мечети, на первом этаже и занимает площадь в 6000 м², а зал для женщин расположен на втором этаже и имеет площадь в 2500 м². Комнаты прямоугольные и содержат 110 больших окон и 8 дверей, которые обеспечивают доступ с четырёх сторон.

### Колонны и потолки
Внутри мечети есть 153 круглые колонны и два больших купола, 24,66 метров в диаметре, поддерживаемые 16 большими колоннами.